# Вальков, Василий Алексеевич
Василий Алексеевич Вальков (19 апреля 1904 — 6 декабря 1972) — советский дипломат и политолог. Чрезвычайный и полномочный посол.

## Биография
Член РКП(б) (1924).
- В 1939—1941 годах — заведующий Отделом американских стран НКИД СССР.
- В 1941 году — заведующий Отделом стран Южной и Центральной Америки НКИД СССР.
- В 1942—1945 годах — советник посольства СССР при Союзных правительствах в Лондоне.
- С 23 июня 1945 по 24 августа 1949 года — чрезвычайный и полномочный посол СССР в Нидерландах.
- В 1949—1951 годах — и. о. заведующего Отделом Балканских стран МИД СССР.
- В 1951—1953 годах — заведующий Отделом Балканских стран МИД СССР.
- С 30 июля 1953 по 23 августа 1955 года — чрезвычайный и полномочный посол СССР в Югославии.
- В 1955—1956 годах — на ответственной работе в центральном аппарате МИД СССР.
- В 1956 году — заведующий I Европейским отделом МИД СССР.
- В 1956—1972 годах — заведующий Сектором Института мировой экономики и международных отношений АН СССР (ИМЭМО).

Похоронен в Москве на Востряковском кладбище.

## Награды
- орден Трудового Красного Знамени (3 ноября 1944)
- орден Красной Звезды (5 ноября 1945)

## Публикации
- «Экономика и политика Голландии после второй мировой войны». М., 1961.
- «СССР и США, их политические и экономические отношения». М., 1965.